# Brassaiopsis hispida
Brassaiopsis hispida är en araliaväxtart som beskrevs av Berthold Carl Seemann. Brassaiopsis hispida ingår i släktet Brassaiopsis och familjen Araliaceae. Inga underarter finns listade.